# Yann Karamoh
Yann Karamoh (Abidjan, 8 de julho de 1998) é um futebolista marfinense que atua como ponta-direita. Atualmente está no Torino.

## Carreira
Yann Karamoh começou a carreira no Caen.

## Títulos

### Prêmios individuais
- 46º melhor jovem do ano de 2017 (FourFourTwo)[3]